# Рабби, Симоне
Симоне Рабби (итал. Simone Rabbi) родился 31 октября 2001 года, Болонья, Италия) — итальянский футболист, нападающий клуба «Читтаделла».

## Клубная карьера
Симоне Рабби начинал футбольную карьеру в клубе «Болонья» из одноимённого родного города, выступая в составе молодёжных команд. 25 ноября 2020 года состоялся его дебют за основную команду «Болоньи» в матче Кубка Италии со «Специей», заменив Муса Барроу на 111-й минуте игры. 5 декабря Рабби впервые появился на поле в Серии А в игре с «Интернационале», отыграв последние 11 минут.
26 августа 2021 года Рабби был отдан в аренду в клуб «Пьяченца» из Серии C. За год пребывания в клубе Симоне в рамках чемпионата провел 33 игры и забил 5 мячей.
30 июня 2022 года Симоне Рабби подписал четырёхлетний контракт с футбольным клубом «СПАЛ». Первая игра состоялась 6 августа в кубковой игре с «Эмполи». Дебютным голом Рабби отметился 3 сентября, забив в ворота «Бари». По итогам сезона 2022/23 «СПАЛ» опустился в Серию C. 30 июля 2024 года Рабби и «СПАЛ» расторгли контракт по обоюдному согласию.
31 июля 2024 года Симоне Рабби стал игроком итальянского клуба «Читтаделла».